# Bratyszów
Bratyszów (ukr. Братишів) – wieś na Ukrainie, w obwodzie iwanofrankiwskim, w rejonie tłumackim; do 1945 w Polsce, w województwie stanisławowskim, w powiecie tłumackim, w gminie Oleszów.
Dawniej była centrum parafii gr.kat.